# Lucillo
Lucillo es un municipio y parroquia española de la provincia de León, en la comunidad autónoma de Castilla y León. Cuenta con una población de 356 habitantes (INE 2024).

### Localidades
Comprende las localidades de :
- Boisán
- Busnadiego
- Chana de Somoza
- Filiel
- Lucillo
- Molinaferrera
- Piedras Albas
- Pobladura de la Sierra

## Historia

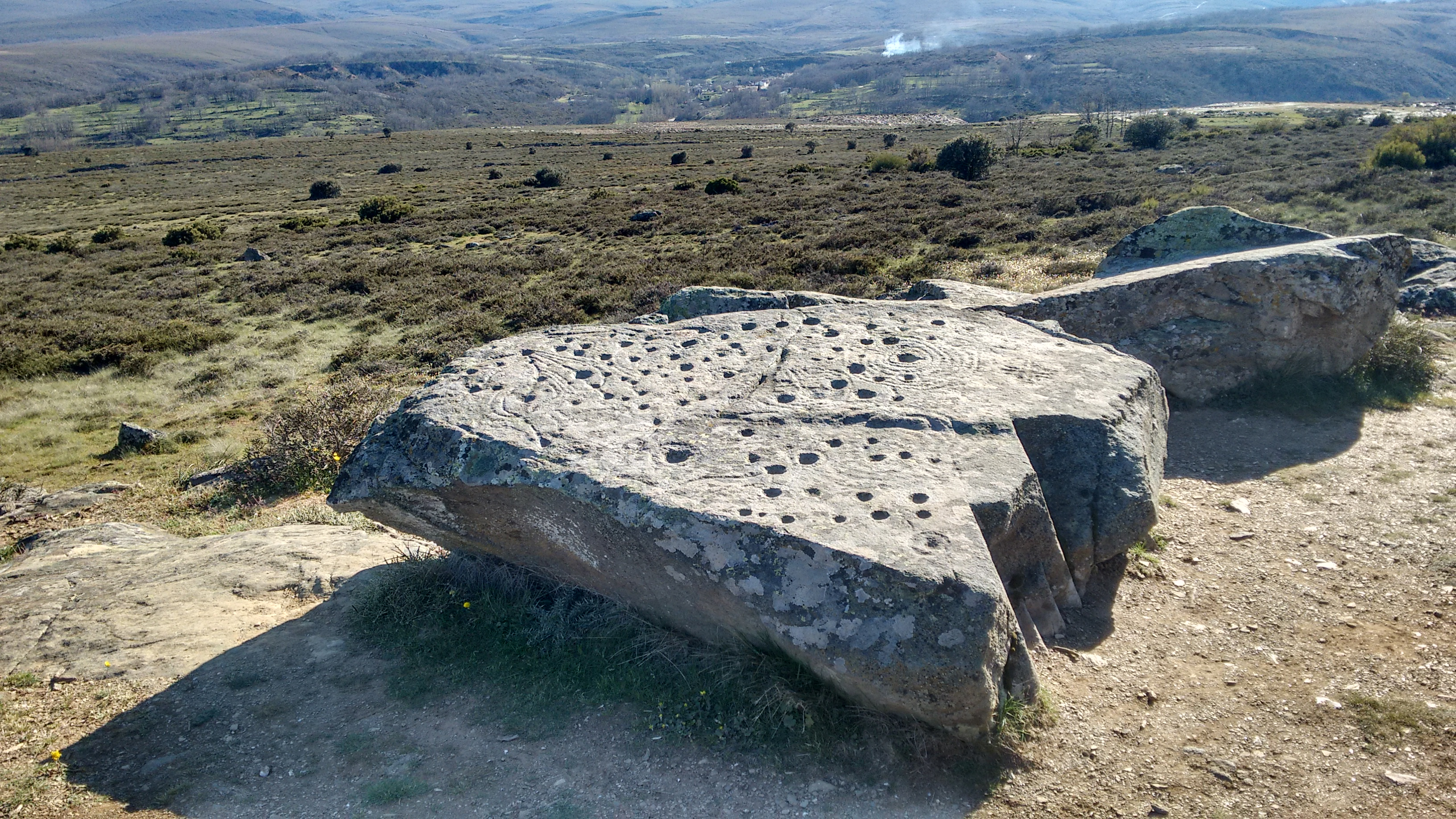
Petroglifos de Filiel

En fechas recientes se han descubierto varios petroglifos, representando laberintos, cazoletas e incluso lo que parecen figuras humanas en varios pueblos del municipio que podrían estar datados en unos 5000-4000 años. Varias de estas piedras fueron reutilizadas en iglesias y otros edificios de la zona. Recientemente la Junta de Castilla y León ha propuesto su protección.
En época romana varios de los canales que abastecían de agua a las minas romanas de Las Médulas, procedentes del cercano monte Teleno, fueron construidos en el municipio.
Suele englobarse en la comarca tradicional de La Maragatería, aunque durante un corto período de tiempo perteneció a la provincia del Vierzo.[cita requerida]

## Demografía

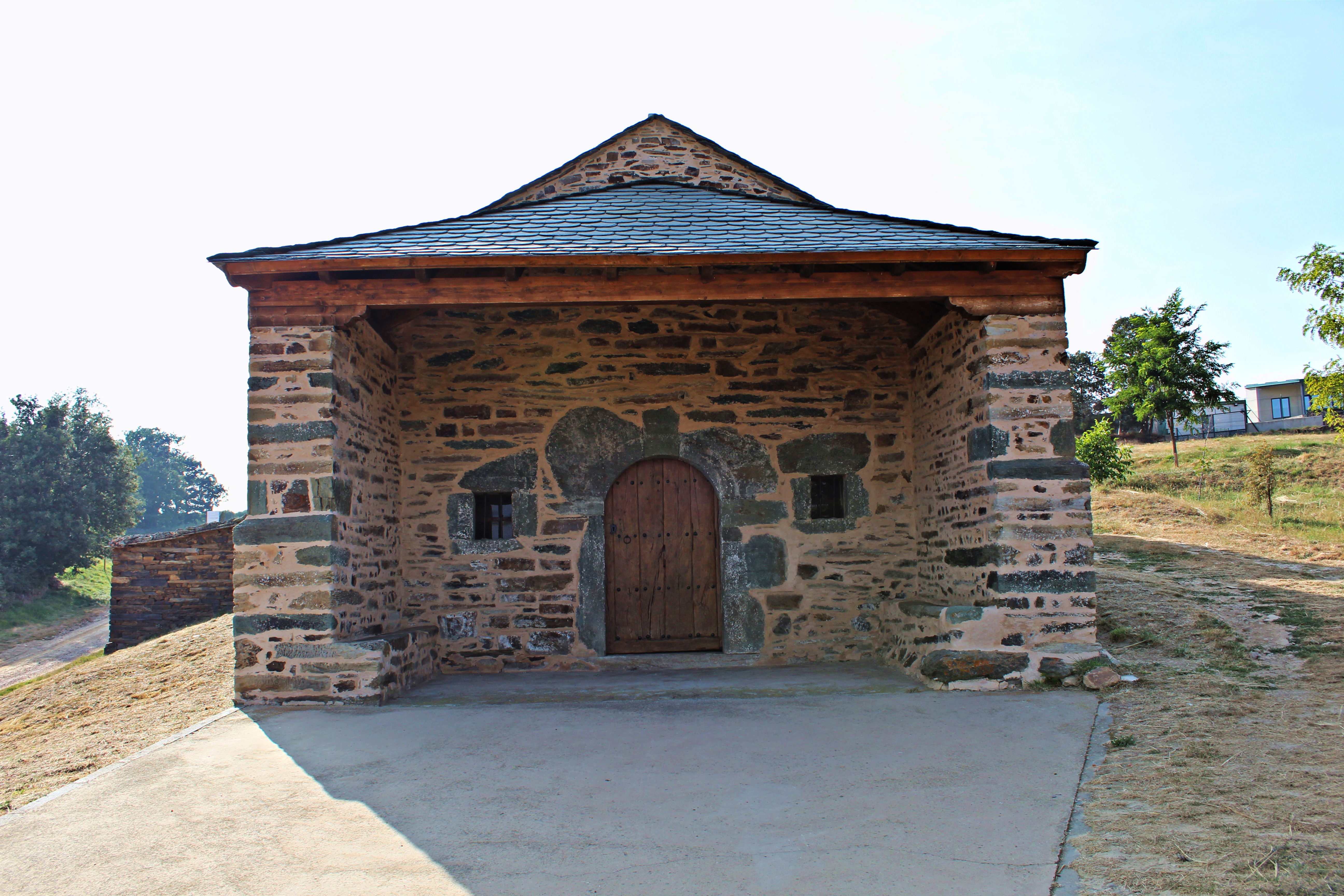
Ermita de San Mamed

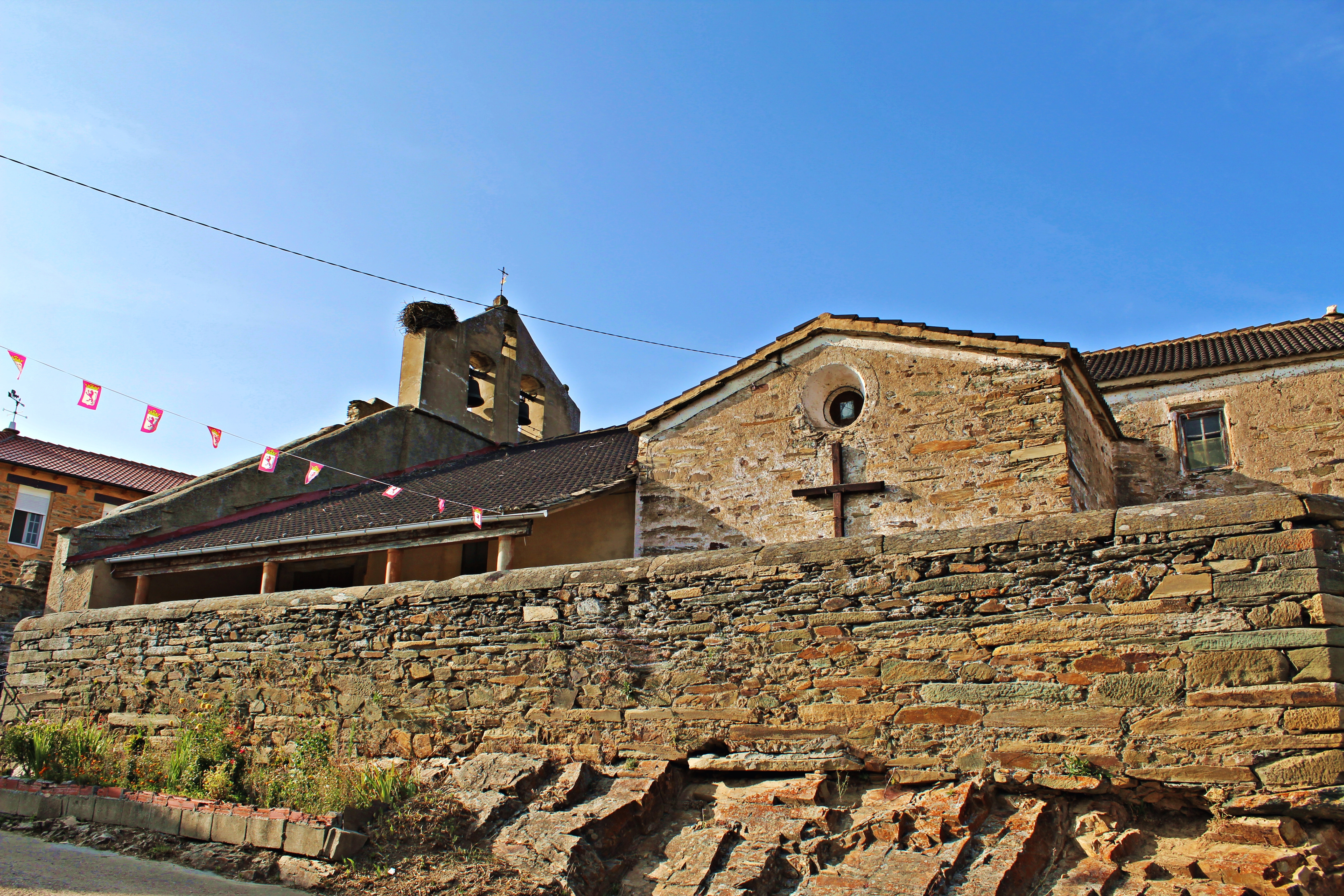
Iglesia de San Martín

Cuenta con una población de 356 habitantes (INE 2024).
| Gráfica de evolución demográfica de Lucillo entre 1842 y 2021                                                         |
| |
| Población de derecho según los censos de población del INE. Población de hecho según los censos de población del INE. |